# Carl Friedrich von Rautter
Carl Friedrich von Rautter (* 1698 in Abbarten; † 29. November 1758 ebenda) war ein königlich-preußischer Generalmajor und Chef des Infanterie-Regiments Nr. 4.

## Leben
Er war der Sohn von Otto Ernst von Rautter († 1706) und Sophia Charlotta Finck von Finckenstein (* 1660; † 1753).
Er entstammt einem alten preußischen Geschlecht. 1716 trat er in preußische Militärdienste, kam zum Infanterie-Regiment Nr. 14, wurde 1725 Seconde-Lieutenant und 1730 Premier-Lieutenant. 1739 erfolgte die Beförderung zum Hauptmann, 1741 die zum Major. 1749 wurde er Oberstleutnant, 1753 Oberst und 1757 Generalmajor und bekam das Infanterie-Regiment Nr. 4. Zwischen 1741 und 1758 hat er an allen Feldzügen Friedrichs II. teilgenommen.
Nach der Schlacht bei Zorndorf 1758 bat er um seine Entlassung, die auch gewährt wurde, und er zog sich auf sein Gut Abbarten zurück. Er starb dort wenig später unverheiratet und kinderlos.
Rautter besaß neben Abbarten auch die Güter Deutsch Wilten, Georgenau, Wolmen und Talskeim, sämtlich im Kreis Bartenstein gelegen, sowie Huegel Blandau und Aftinten im Kreis Gerdauen.